# 真・三國無双 2nd Evolution
『真・三國無双 2nd Evolution』（しん・さんごくむそう セカンド エボリューション）は、2006年3月23日にコーエーから発売されたPlayStation Portable用のアクションゲームである。
キャッチコピーは「その名は進化（エボリューション）」。
PSP版第2作。第1作『真・三國無双』で不評だったシステムなど大幅に改良された。『真・三國無双4』が元になっている。

## システム
基本的なシステムは前作や激・戦国無双を参照。この項ではそれぞれからの変更点を記述する。

### 副将システム
前作ではその戦場に登場する者は副将として自軍団に編成することができなかったが、激・戦国無双と同じく本作では編成できる。
激・戦国無双では編成回数が制限されていなかったが、前作と同じく本作では制限されている。但し前作のように複数回加算させることはできず、必ず1回ずつである。

### 成長システム
今作はプレイヤー武将の能力値は、前作と激・戦国無双では成長しなかった副将を連れて行くための「統率」というステータスしか成長しない。ほかのステータスは副将の能力アップで強化する。その為か激・戦国無双に似て、曹豹を除くどの副将もプレイヤーの何らかのステータスを強化する。
また、これも前作と激・戦国無双と違い今作は副将のレベルが上がり、それによってプレイヤーの能力値を上げる数値が変わるので、副将を成長させたり多く連れて行ったり強力な副将を選んだりする事がプレイヤーを成長させる事につながる。

### 戦闘システム
敵武将と戦闘していると、敵の戦意が0になっても前作と違い激・戦国無双と同じく、敵軍団長を撃破するまで勝利にならず終わらない。代わりに、時間経過では味方の戦意が下がらなくなるので、他の敵軍団が侵入してこない限り闘い続けられる。
前作と違い戦闘技能を入力した際に名乗り動作を挟まず、即座に効果を発揮する。象に乗っていても使える。
本陣はプレイヤー以外でも占拠できるが、据え置き機用無双シリーズや激・戦国無双と同じく敵総大将はプレイヤー以外には討てない。激・戦国無双には勝敗条件の変更があったが、前作と同じく今作にはない。

### 兵糧システム
激・戦国無双にはなかったシステムである。制限時間が前作の30分から二倍以上に増え、兵糧庫制圧時の兵糧獲得量も多くなっている。一方、本陣制圧での獲得量は大兵糧庫と同じ。
そのためか、一つ一つのエリア間の移動時も微量ではあるが兵糧を消費するようになった。速い草食獣に乗るほど兵糧の消費が少ない。「山地先導」無しでの山道と「渡河」無しでの河川は兵糧の消費が多い。

### 施設
前作と激・戦国無双には無かった「戦略拠点」を陥落させると、真・三國無双4ではそれきり機能しなくなったが、今作では兵糧庫や砦と同じく陥落させた方の施設として機能するようになる。隣接するエリアの味方の戦意を上げ、内部は砦と同程度に士気があり、拠点兵と同程度の扱いの兵器がある。拠点内の味方の攻撃力を上げ刀車を走らせる攻撃拠点と拠点内の味方の防御力を上げ連弩を配置する防御拠点の2種類があり、補給拠点はない。
前作とは時間切れ以外の勝敗条件が違うので、勝敗条件の軍団が勝敗条件にない本陣を離れていると本陣を陥落させても、激・戦国無双とも違い勝敗が決まらない。
ボーナスエリア「村」「宝物庫」も実装され、エリアで勝利するには戦意を下げるのではなく激・戦国無双の小戦闘のような条件を満たし、武器や馬や象を獲得しステージ達成率も上がる。その他、村で依頼された通りの条件を満たして賊に勝利すると兵糧を貰って全ゲージを満たんにし、宝物庫を警備する軍団長を1分半以内に撃破すると彼・彼女(山賊頭のみ虎)を副将として獲得する。宝物庫の軍団長には戦国無双2や水滸伝の他、項劉記や蒼き狼と白き牝鹿や封神演義からのゲスト武将も居る。逆に、村での依頼を果たせなかったり、宝物庫で3分経っても軍団長を倒せなかったりすると、戦意が残っていても敗北。再びそのエリアで戦うことはできない。

### 戦況の推移
前作ではプレイヤーが敵の居ないエリアを移動するのみならNPCは移動せず既に発生しているNPC同士の戦闘も進行しなかったが、今作では激・戦国無双と同じく移動し進行することがある。
城砦を陥落させるなどしても、前作と違い激・戦国無双と同じく巡回兵が制圧済みの野戦場に発生しない。

### 武器システム
前作の武器は、戦場内レベルの状況によって攻撃回数が変わるため、次のステージに進むときには4連続の攻撃に戻ってしまい、激・戦国無双では戦場内レベルが存在せず、武器に関係無く始めから全ての攻撃を使うことができたが、今作はボーナスエリアで勝利したり特定の敵武将を倒したりすると入手し、戦場内レベルはあるものの攻撃回数には関係無く、従来の無双と同様に装備した武器によって攻撃回数が増えるようになった。
激・戦国無双では武器の種類毎に基本攻撃力が同じであったが、今作は同じ武器でも1つ1つ基本攻撃力が違ってくるようになった。第3武器までで、真・三國無双4に登場したユニーク武器は未登場。

### 愛馬・愛象育成
前作と激・戦国無双で馬や象に乗るには副将の支援効果を使う必要があったが、今回は馬も象も、特定の敵武将を倒して獲得したのち個別で装備するようになり、馬も象も成長する。
ただしフリーモード専用シナリオで入手できる名馬はまったく成長しない。だが据え置き機用無双シリーズと違い既に持っている名馬も複数入手できる。

## 音楽
真・三國無双2、そして前作のBGMが、幾つか復活している。